# Joaquim Augusto Ponces de Carvalho
Joaquim Augusto Ponces de Carvalho ou Joaquim de Melo e Lima Ponces de Carvalho, 1.° Conde de Vilar Seco (Nelas, Vilar Seco, 30 de Setembro de 1847 – Nelas, Vilar Seco, 8 de Dezembro de 1917), foi um político português.

## Biografia
Filho de Miguel António Ponces de Carvalho e de sua mulher Maria da Glória de Melo e Lima e primo-tio por três linhas de Duarte de Melo Ponces de Carvalho.
Foi Deputado e Par do Reino.
Foi feito 1.º Conde de Vilar Seco por Decreto de D. Carlos I de Portugal de 4 de Dezembro de 1890.
Usou por Armas um escudo esquartelado, no 1.° do Carvalhal, no 2.° e no 3.° Ponces (de Ponts Senhores do Castelo e da Baronia de Ribelles) e no 4.° Rodrigues de Espanha (Rodríguez de las Varillas) com timbre de do Carvalhal e coroa de Conde.
Casou a 15 de Fevereiro de 1879 com Ana Maria Juliana de Morais Sarmento (Londres, 10 de Fevereiro de 1844 - 6 de Março de 1908), irmã do 2.° Visconde de Torre de Moncorvo, do 2.º Barão de Torre de Moncorvo e do 1.º Visconde de Morais Sarmento, filha do 1.º Barão de Torre de Moncorvo e 1.º Visconde de Torre de Moncorvo e de sua mulher Dinamarquesa e sobrinha do 1.º Visconde do Banho, viúva com geração do 4.º Conde de Anadia, José Maria de Sá Pereira de Meneses Pais do Amaral de Almeida e Vasconcelos Quifel Barbarino, com a qual não gerou descendência.
Mandou construir em 1894, para si e sua mulher, o palácio ou palacete depois conhecido como Palácio Ulrich ou Casa Veva de Lima, na Rua Silva Carvalho, como sua residência em Lisboa, apesar de possuir uma outra casa na Rua das Portas de Santo Antão, que lhe não chegava, e um outro palácio em Vilar Seco conhecido como Solar dos Condes de Vilar Seco ou Solar Ponces de Carvalho.